# Bezons
 Bezons  es una población y comuna francesa, en la región de Isla de Francia, departamento de Valle del Oise, en el distrito de Argenteuil y cantón de Bezons.

## Demografía
| 468 | 459 | 482 | 554 | 643 | 608 | 667 | 629 | 626 | 834 | 1 237 | 1 350 | 1 580 | 1 863 | 2 001 | 2 406 | 2 766 | 3 521 | 3 616 | 4 980 | 7 735 | 10 715 | 14 310 | 13 964 | 12 684 | 16 993 | 22 061 | 24 475 | 25 193 | 24 019 | 25 680 | 26 263 | 27 892 |
| Para los censos de 1962 a 1999 la población legal corresponde a la población sin duplicidades (Fuente: INSEE [Consultar]) |     |     |     |     |     |     |     |     |     |       |       |       |       |       |       |       |       |       |       |       |        |        |        |        |        |        |        |        |        |        |        |        |